# Theo Lalleman
Theo Lalleman (Pijnacker, 25 de julio de 1946 – Rotterdam, 26 de diciembre de 2013) fue un escritor, publicista, videoartista y emprendedor cultural holandés conocido por sus numerosas iniciativas culturales.
Lalleman nació en Pijnacker, y estudió en el Christelijk Lyceum de Delft, donde se graduó en 1963. En 1986 fundó en Rotterdam la revista cultural De Nieuwe Weelde, donde comenzó a publicar traducciones de Finnegans Wake, escritos bajo el pseudónimo Leon E. Thalma.

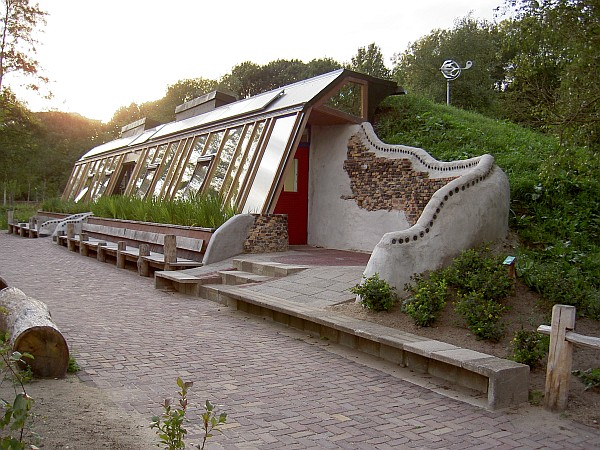
Earthship Zwolle.

En 2000, fundo la Fundación OWAZE, que desarrolla proyectos en el ámbito de hábitats autónomos. Uno de sus proyectos fue la iniciativa y realización de una Earthship por  Mike Reynolds en la ciudad holandesa de Zwolle en 2009.
Lalleman murió en Rotterdam a la edad de 67 años.

## Publicaciones seleccionados
- 1986. Tijdloze momenten. de Leon E. Thalma. Eburon, 1986
- 1990. De Heijplaat blijft. Eburon, 1990
- 2004. Earthships: achtergronden over de bouw van autonome gebouwen uit afvalmateriaal. With Michiel Haas. NIBE Publishing, 2004